# Brindisi Sport 1977-1978
Questa pagina raccoglie le informazioni riguardanti il Brindisi Sport nelle competizioni ufficiali della stagione 1977-1978.

## Rosa
| N. |                   | Ruolo | Calciatore            |
| -- | ----------------- | ----- | --------------------- |
|    | Italia (bandiera) | A     | Gian Piero Alivernini |
|    | Italia (bandiera) | C     | Gian Angelo Arienti   |
|    | Italia (bandiera) | D     | Aldo Bellan           |
|    | Italia (bandiera) | A     | Giorgio Benini        |
|    | Italia (bandiera) | D     | Tommaso Biscosi       |
|    | Italia (bandiera) | D     | Roberto Cadei         |
|    | Italia (bandiera) | P     | Gianni Candussi       |
|    | Italia (bandiera) | A     | Ezio Castellucci      |
|    | Italia (bandiera) | A     | Umberto Catarci       |
|    | Italia (bandiera) | D     | Osvaldo Cucinelli     |
|    | Italia (bandiera) | D     | Luigi De Canio        |
|    | Italia (bandiera) | C     | Fulvio Di Davide      |
|    | Italia (bandiera) | D     | Pier Luigi Facchini   |

| N. |                   | Ruolo | Calciatore         |
| -- | ----------------- | ----- | ------------------ |
|    | Italia (bandiera) | D     | Roberto Feroleto   |
|    | Italia (bandiera) | C     | Ilario Frank       |
|    | Italia (bandiera) | C     | Giuseppe Guadalupi |
|    | Italia (bandiera) | D     | Albino Labura      |
|    | Italia (bandiera) | C     | Enzo Lombardozzi   |
|    | Italia (bandiera) | D     | Renato Miele       |
|    | Italia (bandiera) | D     | Giustino Paris     |
|    | Italia (bandiera) | A     | Orazio Parlato     |
|    | Italia (bandiera) | D     | Paolo Petraz       |
|    | Italia (bandiera) | P     | Emilio Rizzi       |
|    | Italia (bandiera) | C     | Franco Tripodi     |
|    | Italia (bandiera) | C     | Giuseppe Zullino   |